# Vem tänder stjärnorna?
Vem tänder stjärnorna?, skriven av Eva Dahlgren, är en balladlåt framförd av Eva Dahlgren på albumet "En blekt blondins hjärta" 1991 . Den fick en Grammis för "Årets låt 1991". 

## Video
Videon är till största delen svart-vit med bilder på Eva Dahlgren och Stellan Skarsgård.

## Listplaceringar
Singeln placerade sig som bäst på 4:e plats på den svenska singellistan.
Melodin låg på Svensktoppen i sammanlagt 27 veckor under perioden 29 september 1991 -5 april 1992 , där den bland annat låg etta. Den fick en Grammis för "årets låt" 1991.

### Listplaceringar
| Lista (1991-1992) | Position |
| ----------------- | -------- |
| Sverige           | 4        |

## Andra versioner
- Låten finns i engelskspråkig version, då under titeln "I'm Not in Love With You"
- Låten framfördes av Tomas Ledin i Så mycket bättre.
- Hårdrocksgruppen Black Ingvars spelade 1995 in en cover på den på albumet Earcandy Five [6].

### Webbkällor
- Information i Svensk mediedatabas.